# 펑리파

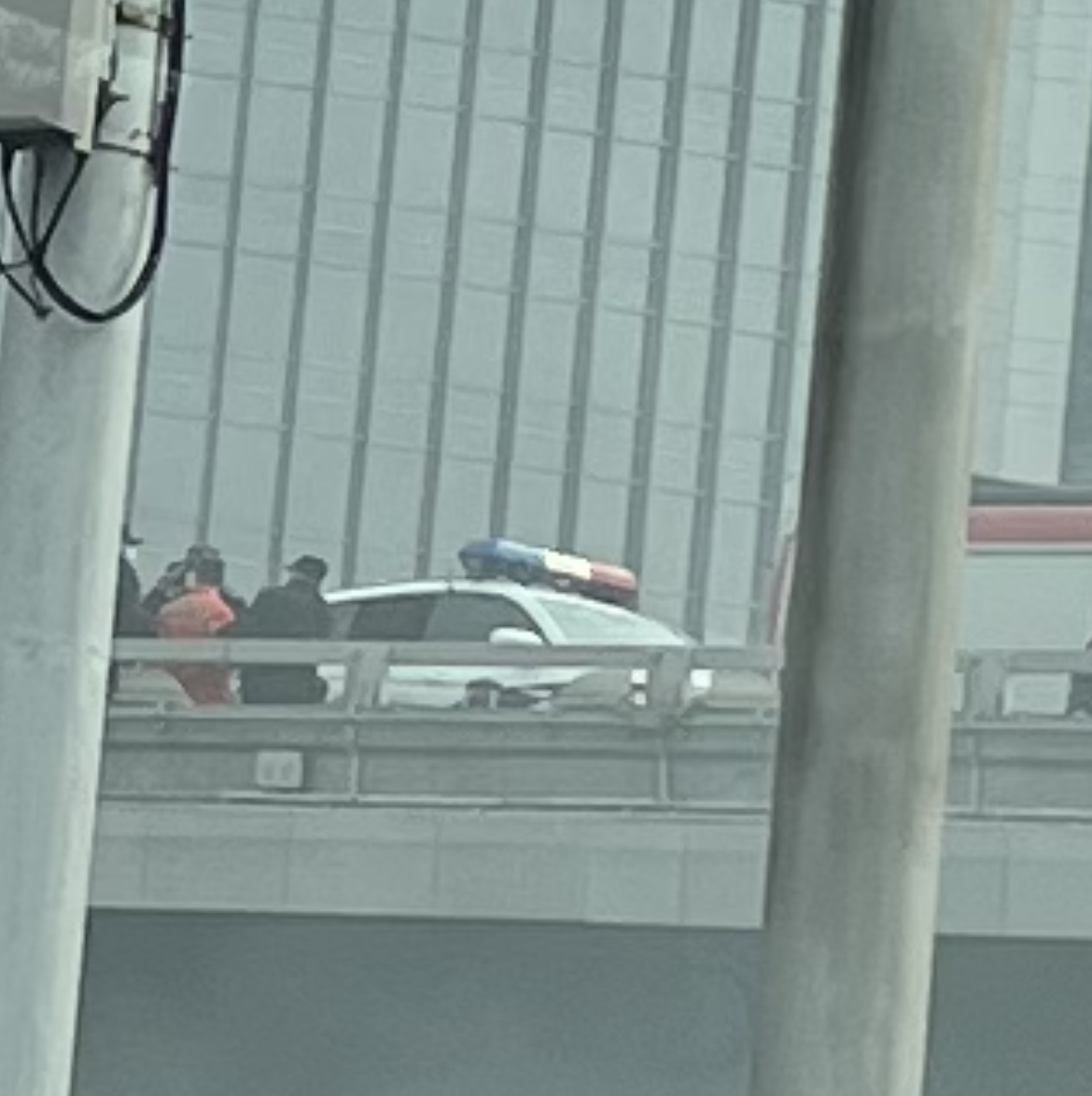
펑리파(주황색 옷)가 사통교에서 경찰에 연행되는 모습

펑리파(彭立发, 1974년 1월 7일~)는 중국의 민주운동가로 2022년 10월에 2022년 북경 사통교 시위를 일으킨 이후 구금 및 실종됐다. 베이징에 살고 있는 그의 아내 한양(韓洋)과 두 딸들은 당국의 감시를 받고 있다. 2023년 타임이 선정한 세계에서 가장 영향력 있는 인물 100인에 선정됐다.